# كهينة عربوش
 كهينة عربوش (ولدت 4 سبتمبر 1993 ببجاية، الجزائر)هي لاعبة كرة طائرة جزائرية.

## معلومات الاندية
النادي الأول و الحالي : جمعية ولاية بجاية 
معلومات تقنية :
الطول: 1,75 م
الارتقاء في السحق : 2,95 م
الارتقاء في الصد : 2,80 م
- منتخب الجزائر لكرة الطائرة سيدات